# Allium pythagoricum
Allium pythagoricum — вид квіткових рослин з підродини цибулевих (Allioideae). Ендемік Греції.

## Таксономія
У рамках таксономічних досліджень Allium sect. Codonoprasum середземноморської флори виявлено помітну морфологічну мінливість роду й описано нові для науки види, серед яких A. pythagoricum. Вшановується Піфагор, філософ і математик, народився на Самосі ≈ 569 р. до н. е..

## Біоморфологічна характеристика
Цибулина яйцеподібна, 15–17 × 13–16 мм, зовнішні оболонки темно-коричневі. Стебло прямовисне, голе, 18–25 см заввишки, зазвичай на 1/2–2/3 загальної довжини вкрите листковими піхвами. Листків 4–5, рівні чи коротші за суцвіття, суцільно густо запушені, пластина плоска, 10–17 см завдовжки, ребриста. Суцвіття нещільне, 5–6 см в діаметрі, з 20–35 квітками. Обгортки суцвіття нерівні й довші за нього, голі. Оцвітина дзвінчата, 4–4.5 мм завдовжки, листочки оцвітини рівні, еліптичні, 2–2.2 мм завширшки, зелено-коричневі з пурпурним відтінком, середня жилка зелена, гладкі й закруглені на верхівці. Тичинки з простими й нерівними нитками; пиляки блідо-жовті. Коробочка тристулкова, майже куляста, 3–3.5 × 3.8 мм. 2n = 2x = 16. Цвіте в другій половині червня.

## Поширення
Вид зустрічається вздовж прибережних місць у фриганах, що характеризуються невисокими, помітно ксерофільними чагарниками. Його збирали в деяких насадженнях на південно-західній частині Самоса, грецького острова в східній частині Егейського моря, поблизу турецького узбережжя. Ця територія, розташована на південь від Маратокампосу, представлена дуже великою піщаною смугою, яка зараз піддається інтенсивному антропному тиску через пляжний туризм, який значною мірою скомпрометував природний ландшафт.